# Rogowo (Żnin)
Rogowo è un comune rurale polacco del distretto di Żnin, nel voivodato della Cuiavia-Pomerania.
Ricopre una superficie di 178,56 km² e nel 2004 contava 6 879 abitanti.